# Abrus diversifoliolatus
Abrus diversifoliolatus là một loài thực vật có hoa trong họ Đậu. Loài này được Breteler miêu tả khoa học đầu tiên năm 1960.